# Klippdvärgspindel
Klippdvärgspindel (Abacoproeces saltuum) är en spindelart som först beskrevs av Ludwig Carl Christian Koch 1872.  Klippdvärgspindel ingår i släktet Abacoproeces och familjen täckvävarspindlar. Arten är reproducerande i Sverige. Inga underarter finns listade i Catalogue of Life.